# زکریا لبیض
زکریا لبیض (زادهٔ ۹ مارس ۱۹۹۳) بازیکن فوتبال اهل مراکش است،

## باشگاهی
از باشگاه‌هایی که در آن بازی کرده‌است می‌توان به پی‌اس‌وی، اسپورتینگ، ویتس، فولام، اوترخت و آژاکس اشاره کرد.

## تیم ملی
وی همچنین در تیم ملی فوتبال مراکش بازی کرده‌است.